# Jackie Lourens
Jackie Lourens, pseudoniem van Adriana Luberta Klasina Lourens-Koop (Amersfoort, juni 1920 – Alphen aan den Rijn, 17 maart 2000), was een Nederlands schrijfster van detectiveromans.

## Loopbaan
Lourens begon pas op latere leeftijd met schrijven. Daarvoor had zij het te druk met haar gezin, verscheidene studies en vertaalwerk voor uitgeverij Gottmer. Na een cursus bij de LOI te hebben gevolgd, ging ze publiceren.
Zij schreef een reeks detectiveromans met als hoofdpersoon Erik Jager, hoofdinspecteur van politie in Castellum aan de Rijn. Erik Jager en zijn medewerkers De Griep en Herstal lossen iedere keer een misdaad op. Allerlei zaken zoals de ontvoering, een moord op een sigarenverkoopster, of een uit de hand gelopen familievete. Van elke titel werden zo'n 15.000 exemplaren verkocht. Haar boeken werden uitgegeven in de Zwarte Beertjes reeks van A.W. Bruna Uitgevers in Utrecht.
Jackie Lourens was een aantal jaren lang de enige Nederlandse misdaadschrijfster die regelmatig publiceerde. Met haar debuut Ze kunnen het niet laten kreeg ze in 1974 een eervolle vermelding tijdens de uitreiking van de Fontijnprijs, een aanmoedigingsprijs voor beginnende auteurs.
Lourens overleed in 2000 op 79-jarige leeftijd in haar woonplaats Alphen aan den Rijn.

### Erik Jager-reeks
- Ze kunnen het niet laten (1974)
- Ze vragen erom (1976)
- Tussen nu en nooit (1977)
- Achter het net gevist (1978)
- Was de kat getuige? (1979)
- De zaak Beukestein (1980)
- Kortsluiting (1981)
- Een kwestie van seconden (1982)
- De man in de schaduw (1983)
- Dossier Kerstnacht (1984)
- Als een rat in de val (1985)
- Op een haar na (1986)
- Stille getuigen hebben veel te vertellen (1987)
- Moord is geen kinderspel (1988)
- Het kind van de rekening (1989)
- Vier minuten voor half acht (1991)
- Nachtwerk (1992)
- Een eenvoudige zaak (1993)
- Motieven voor moord (1994)
- Kind ontvoerd (1995)
- Familiedrama (1996)
- Een wanhoopsdaad (1997)
- Eigen rechter (1998)

### Overig
- Op dood spoor (1990)

## Trivia
- Lourens is de grootmoeder van de man die in 2011 in een winkelcentrum in Alphen aan den Rijn zes mensen doodschoot en zeventien verwondde. In de media werd later gesuggereerd dat het boek Vier minuten voor half acht (1991) van Lourens gezien de gelijkenissen een inspiratie voor de daad van Van der Vlis was.[2]

- Nederlandse Thesaurus van Auteursnamen: 068689071
- Virtual International Authority File: 29264279